# 賈龍
賈 龍（か りゅう、? - 初平2年（191年））は、中国後漢末期の人物。益州蜀郡の出身。

## 生涯
中平5年（188年）6月、益州の綿竹県で馬相・趙祇らが蜂起。刺史の郤倹を殺害し、馬相は自らを天子と称した。同州の従事の官にあった賈龍は、官民を集めてこれを討伐。馬相を敗走させ、益州に平穏を取り戻す（馬相の乱）。その後、州牧として劉焉を迎え入れ、賈龍は校尉の官に移った。
しかし次第に劉焉は独立の意志を露わにし、初平2年（191年）には州内の豪族十余人を殺害。賈龍は犍為太守の任岐と共に劉焉の討伐を図ったが、返り討ちに遭い、敗死を遂げた。